# Erik Ljungner
Erik Ljungner, född den 21 maj 1892 i Ljungs församling, Västergötland, död den 13 mars 1954 i Lund, Skåne, var en svensk geograf och geolog.

## Biografi
Ljungner tog sin fil. dok.-examen 1927 och arbetade därefter som statsgeolog i Argentinas geologiska undersökning 1927-31. Vid återkomsten till Sverige arbetade vid Uppsala universitet i den docentur han tilldelades 1930 och som universitetslektor från 1939. År 1948 blev han vid Lunds universitet den förste innehavaren av en professur i ”geografi, särskilt naturgeografi”.
Med erfarenhet från vidsträckta resor, bland annat en expedition till Sydamerika 1932—34 och resor i Lappland för Bolidens gruvaktiebolag 1939—46, behandlade Ljungner i sina arbeten bland annat geomorfologi och tektonik i västra Sverige, glacialgeologi och morfologi i de svensk-norska fjällen, som han kallade Skanderna, samt Andernas geologiska uppbyggnad och fysiska geografi. 